# Нанн (Колорадо)
Нанн (англ. Nunn) — місто (англ. town) в США, в окрузі Велд штату Колорадо. Населення — 504 особи (2020).

## Географія
Нанн розташований за координатами 40°42′43″ пн. ш. 104°47′24″ зх. д. / 40.71194° пн. ш. 104.79000° зх. д. (40.711915, -104.789891).  За даними Бюро перепису населення США в 2010 році місто мало площу 8,03 км², уся площа — суходіл. В 2017 році площа становила 9,61 км², уся площа — суходіл.

## Демографія
Згідно з переписом 2010 року, у місті мешкало 416 осіб у 166 домогосподарствах у складі 112 родин. Густота населення становила 52 особи/км².  Було 197 помешкань (25/км²).
Расовий склад населення:
| - 88,2 % — білих - 0,7 % — корінних американців - 0,5 % — чорних або афроамериканців - 8,2 % — осіб інших рас |

До двох чи більше рас належало 2,4 %. Частка іспаномовних становила 16,8 % від усіх жителів.
За віковим діапазоном населення розподілялося таким чином: 22,8 % — особи молодші 18 років, 64,9 % — особи у віці 18—64 років, 12,3 % — особи у віці 65 років та старші. Медіана віку мешканця становила 41,3 року. На 100 осіб жіночої статі у місті припадало 105,9 чоловіків;  на 100 жінок у віці від 18 років та старших — 108,4 чоловіків також старших 18 років.
Середній дохід на одне домашнє господарство  становив 51 815 доларів США (медіана — 50 455), а середній дохід на одну сім'ю — 61 115 доларів (медіана — 58 125). Медіана доходів становила 41 528 доларів для чоловіків та 29 375 доларів для жінок. За межею бідності перебувало 20,5 % осіб, у тому числі 22,0 % дітей у віці до 18 років та 21,3 % осіб у віці 65 років та старших.
Цивільне працевлаштоване населення становило 263 особи. Основні галузі зайнятості: виробництво — 15,2 %, мистецтво, розваги та відпочинок — 14,1 %, науковці, спеціалісти, менеджери — 12,9 %, будівництво — 12,9 %.